# Деалу Кукулуј (Вранча)
Деалу Кукулуј (рум. Dealu Cucului) насеље је у Румунији у округу Вранча у општини Појана Кристеј. Oпштина се налази на надморској висини од 465 m.

## Становништво
Према подацима из 2002. године у насељу је живело 298 становника, од којих су сви румунске националности.